# 针线街

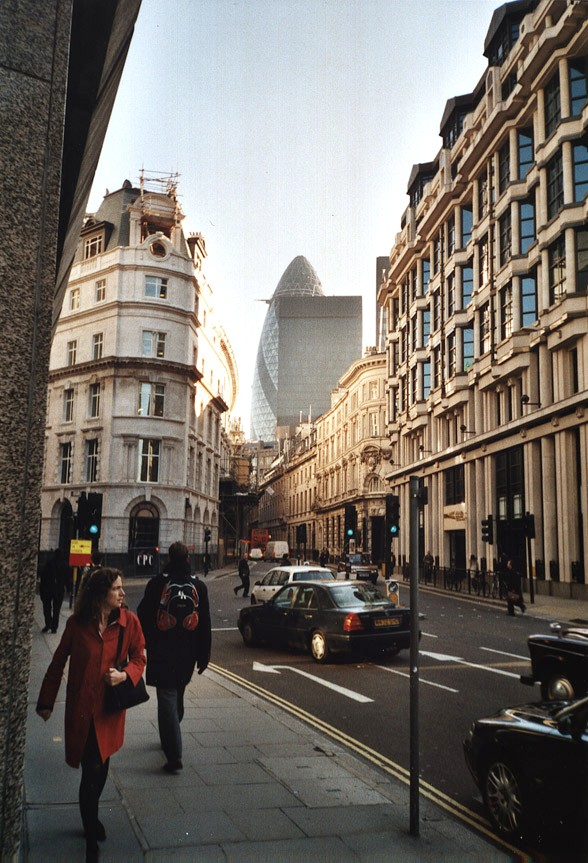
针线街

针线街（英語：Threadneedle Street）是伦敦市的一条街，起自家禽街、康希尔、威廉王街和朗伯德街的交叉路口，止于主教門。
这条街以英格兰银行的所在地而著称；该银行自从1734年起就位于此处，常被称为“针线街的老小姐”。伦敦证券交易所也曾位于针线街，直到2004年迁往主祷文广场。波罗的海交易所于1744年在这条街上的「弗吉尼亚和波罗的海咖啡馆」成立。
除了英格兰银行以及波罗的海交易所之外，这条街还有许多商店、银行、餐馆和办公楼。
最近的伦敦地铁站是银行站。

## 词源
针线街名称的来源不能确定，但可能是起源于“三针街”（Three Needle Street，自1598年起），因为有描绘三根针的招牌。另一个说法是，孩子们常在那里玩“穿针引线”游戏。1598年之前，它是宽街（现在的老宽街）的一部分。
这条街的名字也可能是其旧名摸屄巷的委婉说法，因为这是妓女出没的著名地点。
英国乐队布勒有一首歌题为《针线街》，这首歌的歌词提到了股票。